# 오포 Find X
오포 Find X는 오포가 2018년 6월 19일에 파리에서 선보인 오포 Find의 플래그십 스마트폰이다. Find X는 기계적으로 튀어나오는 카메라와 같은 혁신적인 디자인이 적용되었다. Find X는 화면과 전면의 비율이 93,8%이며, 출시될 당시에 세계에서 제일 베젤이 얇은 스마트폰으로 알려졌다.
Find X는 스냅드래곤 845 프로세서, 8GB의 RAM 256 GB의 저장장치에 기반하여 Color OS로 커스텀된 안드로이드 8.1로 작동한다. 돌출부에는 25 MP 전면 카메라와 듀얼 16 + 20 MP 후면 카메라가 달려있으며 3,720 mAh 용량의 배터리와 VOOC 급속 충전을 지원한다. 람보르기니 에디션은 512 GB의 저장장치와 35분 안에 완충되는 SuperVOOC 급속 충전을 지원한다.. 오포에 따르면, Find X는 자사 최초로 전세계에서 LTE가 호환되는 기기이며 이는 유럽과 북미에 휴대전화를 수출할 때 중요한 점이 될 것이고, 잠금 해제를 위한 지문 인식기를 지원하지 않으며, 대신 카메라가 튀어나와 휴대폰을 잠금 해제할 때까지 0.5초 정도가 소요되는 O-Face 안면 인식 기술을 사용할 것이라고 한다.
특유의 팝업 카메라 구조가 기계적으로 상당히 복잡하기 때문에 필연적으로 단가가 올라가게 된다.

## 참고 문서
- 오포의 휴대 전화